# Henk Pröpper (politicus)
Henri Herman Laurens Maria (Henk) Pröpper (Venlo, 20 oktober 1931 - Beneden-Leeuwen, 25 juli 2022) was een Nederlands militair en politicus namens de KVP en later het CDA.

## Biografie
Pröpper was de zoon van Hendrik Theodorus Pröpper, een leraar Duits en Maria Elisa van Hoogstraten. Hij volgde zijn lagere en middelbare school te Venlo en ging vervolgens een militaire opleiding volgen. Hij was beroepsmilitair bij de Koninklijke Landmacht tussen 1951 en 1975 en diende in 1953/54 als pelotoncommandant in het Nederlands Detachement Verenigde Naties in Korea. Daarna was hij docent aan de Koninklijke Militaire School (KSM) in Weert. Hij was compagniecommandant in Zuidlaren en was werkzaam bij de staf en opleidingen van de Eerste divisie en het 1e Legerkorps. Pröpper had toen hij uit de actieve dienst ging de rang van majoor. 
In 1970 werd Pröpper namens de KVP lid van de gemeenteraad van Brummen. Van 1974 tot 1977 fungeerde hij daar tevens als wethouder. In 1974 werd hij verkozen in de Provinciale Staten van Gelderland. Per 16 mei 1977 werd hij benoemd tot burgemeester van Dreumel. In aanloop naar een gemeentelijke herindeling werd hij in 1979 tevens waarnemend burgemeester van Wamel. Pröpper was tussen 1984 en 1991 de eerste burgemeester van de fusiegemeente West Maas en Waal (tot 1985 nog gemeente Wamel). Bij zijn afscheid werd hij gedecoreerd tot Ridder in de Orde van Oranje-Nassau. 
Tussen 22 november 1988 en 1 januari 1995 was Pröpper namens het CDA lid van de Eerste Kamer der Staten-Generaal. Hij kwam tussentijds in de Kamer na het overlijden van zijn partijgenoot Nico Buijsert. Pröpper voerde het woord over defensie en verkeer en was ook secretaris van de CDA-fractie. Hij trad terug omdat hij zich kandidaat had gesteld voor de Provinciale Statenverkiezingen 1995. Hij werd verkozen en was tussen 1995 en 1999 wederom lid van de Provinciale Staten van Gelderland.
Hij was getrouwd in 1958 en kreeg vijf kinderen. Twee van zijn kleinkinderen, Davy en Robin Pröpper werden profvoetballer. Henk Pröpper overleed in 2022 op negentigjarige leeftijd.

## Functies
- Burgemeester van Wamel, Dreumel en West Maas en Waal.
- Lid van het partijbestuur van KVP en CDA
- fractiesecretaris CDA Eerste Kamer der Staten-Generaal
- Voorzitter Interkerkelijk Comité voor Tweezijdige Ontwapening (ICTO), 1988-1989[10]

## Eerbetoon
- 1991 - Ridder in de Orde van Oranje-Nassau